# URK Studentski grad
Univerzitetski rukometni klub „Studentski grad“ je rukometni klub iz Beograda, Srbija. Trenutno nema seniorski tim.

## Istorija
Osnovan je 4. aprila 1953. godine, kao sportsko udruženje studenata Beogradskog Univerziteta. 
U svojoj dugoj istoriji, klub je nekoliko puta menjao ime: „Student“ (do 1972), „Univerzitet“ (1972 – 1991), „Mepex-University“ (1991-1998). Današnje ime klub je dobio 1. juna 1998. godine.
URK „Studenstki grad“ je jedan od najstarijih rukometnih klubova u Srbiji i jedini akademski rukometni kolektiv u državi. U dugoj istoriji kluba, za seniorsku selekciju je nastupalo blizu 1.000 igrača, među kojima su mnogi proslavljeni asovi i državni reprezentativci. Do 1971. godine klub je imao i žensku selekciju.
Danas „Sudentski grad“ ima više od 300 registrovanih rukometaša u 13 uzrasnih kategorija (veterani, seniori, juniori, kadeti i još devet selekcija mlađih kategorija). U klubu aktivno radi osam trenera sa odgovarajućim stručno-pedagoškim sertifikatima. 
URK „Studentski grad“ je član istoimenog sportskog društva, zajedno sa fudbalskim, šahovskim i karate klubom. Član je i Sportskog saveza Novog Beograda, a matične sportske asocijacije su Rukometni savezi Beograda i Srbije. 
Klub je organizovan na potpunoj amaterskoj osnovi. Finansiranje se obezbeđuje od članarina, donacija i poklona prijatelja i simpatizera Kluba.  
URK  „Studentski grad” je prepoznatljiv po najmasovnijoj rukometnoj školi u Srbiji. Svake godine, mlađe selekcije kluba osvajaju nekoliko šampionskih titula i medalja na zvaničnim prvenstvima Beograda i Srbije. U poslednjoj deceniji, Škola rukometa “Studenstki grad” je nekoliko puta proglašavana najuspešnijom u državi. 
Statutom kluba uređena je organizacija, članstvo, upravljanje i druga pitanja od značaja za funkcionisanje Kluba. Najviši klupski organ je Skupština koja bira Upravni i Nadzorni odbor, kao i predsednika Kluba. Upravni odbor bira generalnog sekretara, predsednika Stručnog odbora, i predsednike tematskih komisija. Koordinaciju rada Škole rukometa, Klub sprovodi preko direktora Škole i Saveta roditelja igrača mlađih kategorija.
Amblem kluba ima pravougaonu belu osnovu na kojoj je ispisano ime kluba  kroz koju prolazi crveni štit u čijem je gornjem delu akademski znak (crvena baklja u krugu). U donjem delu štita ispisana je godina osnivanja. Zastava kluba je crvene boje, sa amblemom u sredini. Boja kluba je crvena. 
Seniorski tim URK “Studentski grad” je, kroz svoju istoriju, prošao kroz sve stepene rukometnih takmičenja, a trenutno se takmiči u Drugoj rukometnoj ligi Srbije.

## Spoljašnje veze
- Zvaničan sajt kluba Архивирано на веб-сајту  (17. септембар 2011)
- Rezultati kluba na srbijasport.net